# Handball-Verbandsliga Bayern 1978/79
Die Handball-Verbandsliga Bayern 1978/79 war die dritte Saison der in Nord und Süd eingeteilten bayerischen Verbandsliga, die durch den „Bayerischen Handballverbandes“ (BHV) organisiert wurde. Die Liga stellt den Unterbau zur Handball-Bayernliga dar und war im damaligen deutschen Handball-Ligasystem viertklassig. 

## Saisonverlauf

Bereich des „Bayer. Handballverbandes“ (BHV)

Die Meisterschaft Gruppe Nord gewann der HSC Bad Neustadt und Meister der Gruppe Süd wurde der MTSV
 Schwabing, die damit auch das Aufstiegsrecht zur drittklassigen Bayernliga erhielten. Die Absteiger der Nordgruppe
 waren der HG Bamberg, TB 1888 Erlangen und TSV 1875 Göggingen, TSV Landsberg aus der Südgruppe.

### Modus
Es wurde eine Hin- und Rückrunde gespielt. Platz eins jeder Gruppe war Staffelsieger und aufstiegsberechtigt für
  die Bayernligasaison 1979/80. Die Plätze neun und zehn belegten je die Absteiger.

## Teilnehmer
Zu den vierzehn startberechtigten Mannschaften aus der Vorsaison kamen noch der TB 1888 Erlangen, der FC Bayern München als Bayernligaabsteiger und der TV Roßtal, HG Bamberg, 1. FC Schwarzenfeld, ETSV Landshut als Aufsteiger aus den Bezirken hinzu.

### Saisonabschlusstabelle 1978/79

#### Gruppe Nord
|     | Mannschaft             | Spiele | Punkte |
| --- | ---------------------- | ------ | ------ |
| 1.  | HSC Bad Neustadt       | 18     | 25:11  |
| 2.  | TG 1861 Heidingsfeld   | 18     | 25:11  |
| 3.  | ASV Pegnitz            | 18     | 18:18  |
| 4.  | TV Roßtal (N)          | 18     | 17:19  |
| 5.  | TV 1861 Erlangen-Bruck | 18     | 17:19  |
| 6.  | HG Hof                 | 18     | 17:19  |
| 7.  | TSV 1846 Nürnberg      | 18     | 16:20  |
| 8.  | DJK Würzburg           | 18     | 16:20  |
| 9.  | HG Bamberg (N)         | 18     | 15:21  |
| 10. | TB 1888 Erlangen (A)   | 18     | 14:22  |

(A) = Bayernliga Absteiger (N) = Neu in der Liga (Aufsteiger)

 Meister und für die Handball-Bayernliga 1979/80 qualifiziert
  „Für die Verbandsliga 1979/80 qualifiziert“ 
  „Absteiger“

#### Gruppe Süd
|     | Mannschaft              | Spiele | Punkte |
| --- | ----------------------- | ------ | ------ |
| 1.  | MTSV Schwabing          | 18     | 30:6   |
| 2.  | VfL Leipheim 1898       | 18     | 25:11  |
| 3.  | TSV Schongau 1863       | 18     | 22:14  |
| 4.  | 1. FC Schwarzenfeld (N) | 18     | 19:17  |
| 5.  | ETSV 09 Landshut (N)    | 18     | 18:18  |
| 6.  | SG TSV/DJK Gräfelfing   | 18     | 18:18  |
| 7.  | FC Bayern München (A)   | 18     | 16:20  |
| 8.  | TSV Allach 09           | 18     | 14:22  |
| 9.  | TSV 1875 Göggingen      | 18     | 12:24  |
| 10. | TSV 1882 Landsberg      | 18     | 6:30   |

(A) = Bayernliga Absteiger (N) = Neu in der Liga (Aufsteiger)

 Meister und für die Handball-Bayernliga 1979/80 qualifiziert
  „Für die Verbandsliga 1979/80 qualifiziert“ 
  „Absteiger“